# Dysstroma albimedia
Dysstroma albimedia är en fjärilsart som beskrevs av W. Warren 1896. Dysstroma albimedia ingår i släktet Dysstroma och familjen mätare. Inga underarter finns listade i Catalogue of Life.